# Shabbat Night Fever
Pour les articles homonymes, voir Sabbat et Shabbat (homonymie).
Pour plus de détails, voir Fiche technique et Distribution.
Shabbat Night Fever est un court métrage français réalisé par Vincent Cassel.

## Synopsis
Trois voyous, Michel, Tony et Éric, décident d'agresser un rabbin. 

## Fiche technique
- Réalisateur : Vincent Cassel
- Production : Lazennec Tout Court, 120 Films
- Scénario : Anthony Souter et Vincent Cassel
- Image : Pierre Aïm
- Durée : 10 minutes
- Année : 1997
- Genre : comédie dramatique, fantastique

## Distribution
- Tadek Locksinski : le Rabbin
- François Bercovici : Michel
- Laurent Labasse : Tony
- François Levantal : Éric

## Autour du film
Le Rabbin au pouvoirs surnaturels est joué par Tadek Lokcinski, qui deux ans avant, jouait le vieux juif polonais que rencontraient Vinz, Saïd et Hubert dans la célèbre scène des toilettes dans La Haine.